# Чеховские медведи
«Чеховские медведи» — российский гандбольный клуб из Чехова Московской области. Является правопреемником московского клуба ЦСКА-«СпортАкадем».

## Достижения

### ЦСКА Москва
В 1998 году ЦСКА объединился с московским «Спортакадемклубом», и был образован ЦСКА-«СпортАкадем», который возглавил Владимир Максимов.

### ЦСКА-«СпортАкадем» Москва
- 2-кратный чемпион России — 2000, 2001.

В декабре 2001 года ЦСКА-«СпортАкадем» переименован в «Чеховские медведи».

### «Чеховские медведи»
- 21-кратный чемпион России — 2002—2022.
- Серебряный призёр чемпионатов России — 2024.
- Бронзовый призёр чемпионатов России — 2023, 2025.
- 11-кратный обладатель Кубка России — 2009—2013, 2015, 2016, 2018—2021, 2023[2]
- Финалист Кубка России — 2017.
- Обладатель Кубка Кубков — 2006.
- Участник «Финала четырёх» Лиги чемпионов — 2010.
- 9-кратный обладатель Суперкубка России — 2014—2022.
- SEHA League
  - 2-е место в «Дивизионе Восток» (2024)
  - 3-е место (2023)

## История
Клуб «Чеховские медведи» был основан в декабре 2001 года по инициативе губернатора Московской области Бориса Громова на базе ЦСКА — одного из самых титулованных клубов СССР и России. Первое время клуб продолжал базироваться в Москве, в УСК ЦСКА, а летом 2003 года, после открытия в Чехове современного дворца спорта «Олимпийский», переехал в этот подмосковный город.
До 2013 года «Чеховские медведи» являлись базовым клубом сборной России, которую возглавлял президент и главный тренер «Медведей» Владимир Максимов, также работавший генеральным директором Союза гандболистов России. Вследствие этого «Медведи», значительно превосходившие другие российские клубы по составу, инфраструктуре и финансовым возможностям, практически не испытывали конкуренции в российской Суперлиге. В чемпионатах России 2005—2013 годов чеховцы вовсе не потерпели ни одного поражения.
При отсутствии конкуренции на внутренней арене крайне важным для команды являлось ежегодное участие в еврокубках. В Лиге чемпионов подмосковный коллектив дважды был близок к выходу в полуфинал, но оба раза его останавливали немецкие клубы: в 2008-м — «Киль», а в 2009-м — «Рейнские львы» («Райн-Неккар Лёвен»). Представители другой сильнейшей лиги мира — испанской ASOBAL — также на протяжении долгого времени являлись непреодолимым препятствием на пути «Медведей» к решающим матчам еврокубков. Исключением является финал Кубка Кубков-2005/06, в котором российский клуб по сумме двух матчей обыграл «Вальядолид» (после поражения 29:36 в гостях «Медведи» отыгрались в Чехове — 32:24). Однако ответный матч стал поводом для громкого коррупционного скандала — российскому клубу было предъявлено обвинение в подкупе немецких арбитров Бернда Ульриха и Франка Лемме. Итогом расследования, проведённого Европейской и Международной гандбольными федерациями, явились дисквалификация «Чеховских медведей» на матчи еврокубков сроком на два года условно и штраф в размере €25 тыс.
«Чеховские медведи» являются первым российским клубом, в составе которого выступали легионеры из дальнего зарубежья: в 2003 году клуб подписал контракты с двумя игроками сборной Аргентины — вратарём Кристианом Кансоньеро и правым полусредним Эриком Гулом. В то же время ряд бывших игроков клуба весьма успешно выступали за рубежом, среди них многократный чемпион Словении и победитель Лиги чемпионов-2004 Эдуард Кокшаров и чемпион Испании, обладатель Кубка Кубков-2005 Денис Кривошлыков. В 2009 году, после очередной победы в чемпионате России, руководство клуба объявило о готовности отпустить в Испанию двух ключевых игроков: Егор Евдокимов начал выступления за «Сьюдад-Реаль», а Константин Игропуло — за «Барселону».
В сезоне-2009/10 «Чеховские медведи» добились наивысшего достижения за всё время своего участия в еврокубках. Обыграв в сериях плей-офф Лиги чемпионов испанский «Адемар» и французский «Монпелье», команда Владимира Максимова вышла в «Финал четырёх» этого турнира, проходивший в Кёльне. Чеховцы не смогли прыгнуть выше головы и уступили в полуфинале «Барселоне» со счётом 27:34, а в матче за 3-е место другой испанской команде, «Сьюдад-Реалю» — 28:36.
К середине 2013 года клуб испытывал серьёзный недостаток финансирования — игроки имели 3-4-месячную задолженность по зарплате, а Максимов заявлял о возможности расформирования. К началу нового сезона «Медведи» потеряли большую часть прежнего состава (в зарубежные клубы отправились Сергей Горбок, Сергей Шельменко, Тимур Дибиров, Алексей Растворцев, Михаил Чипурин), слились со своим фарм-клубом, отказались от участия в Лиге чемпионов, но несмотря на финансовые трудности и кадровые потери в сезоне-2013/14 выиграли очередной титул чемпиона страны.

## Рекорды
- В чемпионате России клуб провёл рекордную серию в 172 победы подряд с 17 февраля 2007 по 25 мая 2013 года. Серия началась после ничьей 30:30 с «Лукойл-Динамо» 16 февраля 2007 года в 16-м туре чемпионата 2006/07 и закончилась победой над «Университетом Лесгафта» в финале чемпионата 2012/13, после чего команда уступила в 1-м туре следующего сезона на выезде «Пермским медведям» со счётом 26:31[11].
- «Чеховские медведи» не проигрывали в чемпионате России 270 матчей подряд с декабря 2003 года по 25 мая 2013 года (см. выше). Серия началась после минимального поражения 25:26 в заключительном матче предварительного этапа сезона 2003/04 от своих младших одноклубников «УОР-Чеховские медведи»[12]. За это время была только одна ничья (с «Лукойл-Динамо», см. выше)[13].

## Состав команды в сезоне 2024/25

### Основной состав
| Номер         | Имя               | Страна  | Дата рождения              |         |         |         |
| Вратари       | Вратари           | Вратари | Вратари                    | Вратари | Вратари | Вратари |
| ------------- | ----------------- | ------- | -------------------------- | ------- | ------- | ------- |
| 12            | Дмитрий Павленко  | Россия  | 1 января 1991 (34 года)    |         |         |         |
| 16            | Артём Грушко      | Россия  | 20 июня 1993 (32 года)     |         |         |         |
| Разыгрывающий |                   |         |                            |         |         |         |
| 9             | Кирилл Котов      | Россия  | 23 мая 1992 (33 года)      |         |         |         |
| 44            | Дмитрий Кандыбин  | Россия  | 30 августа 2002 (22 года)  |         |         |         |
| Полусредний   |                   |         |                            |         |         |         |
| 3             | Дмитрий Санталов  | Россия  | 7 апреля 1996 (29 лет)     |         |         |         |
| 15            | Иван Шельменко    | Россия  | 20 апреля 2005 (20 лет)    |         |         |         |
| 17            | Александр Котов   | Россия  | 11 июля 1994 (31 год)      |         |         |         |
| 25            | Евгений Дзёмин    | Россия  | 30 августа 1997 (27 лет)   |         |         |         |
| 83            | Кирилл Акрамов    | Россия  | 4 апреля 2005 (20 лет)     |         |         |         |
| 93            | Антон Аксюков     | Россия  | 12 января 2006 (19 лет)    |         |         |         |
| Крайний       |                   |         |                            |         |         |         |
| 19            | Роман Остащенко   | Россия  | 26 сентября 1992 (32 года) |         |         |         |
| 22            | Донат Морозов     | Россия  | 15 марта 2002 (23 года)    |         |         |         |
| 24            | Дмитрий Корнев    | Россия  | 16 июня 1992 (33 года)     |         |         |         |
| 39            | Илья Дёмин        | Россия  | 10 июля 2000 (25 лет)      |         |         |         |
| Линейный      |                   |         |                            |         |         |         |
| 31            | Виктор Фурцев     | Россия  | 17 июня 1996 (29 лет)      |         |         |         |
| 55            | Александр Ермаков | Россия  | 14 января 1996 (29 лет)    |         |         |         |

### Тренерский штаб
- Владимир Максимов — главный тренер
- Виталий Иванов — тренер
- Олег Грамс — тренер вратарей